# Scoliodon
Scoliodon is een geslacht van de familie van requiemhaaien (Carcharhinidae) en kent slechts 2 soorten.

## Taxonomie
- Scoliodon laticaudus Müller & Henle, 1838[3] – Steeksnuithaai
- Scoliodon macrorhynchos Bleeker, 1852[4]

Carcharhinus · Galeocerdo · Glyphis · Isogomphodon · Lamiopsis · Loxodon · Nasolamia · Negaprion · Prionace · Rhizoprionodon · Scoliodon · Triaenodon